# 刘徴
刘徴（3世纪—4世纪），十六国时期后赵将领。
后赵开国君主石勒未发迹时，大约永兴二年（305年）王阳、夔安、支雄、冀保、吴豫、刘膺、桃豹、逯明八骑就追随他为群盗，又与后来加入的其他十人郭敖、刘徴、刘宝、张曀仆、呼延莫、郭黑略、张越、孔豚、赵鹿、支屈六合称十八骑。
刘徴官至清河太守，器重武城令桑虞。后赵天王五年（323年）七月，后赵中山公石虎攻破广固，生擒青州牧曹嶷，想尽杀曹嶷部众，新任青州刺史刘徴说：“现在留下我刘徴任刺史是为了治理百姓，没有百姓怎么治理！我刘徴要回去了！”石虎于是留下男女七百口给刘徴助他镇守广固。刘徴请求以桑虞为长史，带祝阿郡守。后来刘徴因病解职回邺城，令桑虞监行州府属。
石勒让刘徴和任播教儿子石弘兵书。
后赵天王十二年（330年）五月，刘徴率众数千浮海劫掠东南诸县，杀南沙都尉许儒，进入海虞。建平二年（331年）正月，又进犯娄县，劫掠武进，被东晋都督扬州晋陵吴郡诸军事郗鉴率众击退。
此后没有刘徴的记载。

## 民族争议
按敦煌出土《晋纪》，他是汉人。唐长孺《魏晋南北朝史论丛》认为他可能是西域胡人，雷家骥《后赵文化适应及其两制统治》、陈勇《汉赵史论稿》认为他是匈奴人，但都没有明确的证据。